# Isla Mornington (Australia)
La isla Mornigton (en inglés: Mornington Island) es la más septentrional de las 22 islas que forman las Islas Wellesley. La isla está situada en el golfo de Carpentaria, en las coordenadas 16°30′S 139°30′E / -16.500, 139.500 y es parte de la región del Golfo de Carpentaria en el estado australiano de Queensland. Mornington es la mayor de las islas.
La topografía general de la isla es plana, con una elevación máxima de 500 pies (150 metros). La isla está rodeada por bosques de manglares y estuarios de los que contiene hasta 10, todos en perfecto estado.
La población se estima en 1.007 según el censo de 2001 y la mayoría de los ciudadanos viven en el municipio de Gununa. La isla de Mornington está incluido en el área local del gobierno de Mornington. La mayoría de los isleños son aborígenes.
El clan Lardil son el grupo predominante en la isla de Mornington y son los propietarios tradicionales de la tierra y los mares circundantes. El clan Kiadilt llegó más recientemente (1947) de la cercana isla de Bentinck, cuando el suministro de la isla de agua fue contaminado por la sal después de un ciclón. Un trabajo reciente reconstrucción de la vivienda aborigen ha sido llevado a cabo por la Fundación James Fraser, una organización sin fines de lucro en Queensland.